# Richmondville (villa)
Richmondville es una villa ubicada en el condado de Schoharie en el estado estadounidense de Nueva York. En el año 2000 tenía una población de 786 habitantes y una densidad poblacional de 167 personas por km².

## Geografía
Richmondville se encuentra ubicada en las coordenadas 42°38′2″N 74°34′0″O / 42.63389, -74.56667.

## Demografía
Según la Oficina del Censo en 2000 los ingresos medios por hogar en la localidad eran de $35,714, y los ingresos medios por familia eran $40,577. Los hombres tenían unos ingresos medios de $31,538 frente a los $25,208 para las mujeres. La renta per cápita para la localidad era de $17,512. Alrededor del 9% de la población estaban por debajo del umbral de pobreza.